# 雷德布里奇足球會
雷德布里奇足球會（Redbridge F.C.)是一支位於英格蘭紅橋區的職業足球會，目前於英格蘭足球依斯米安聯賽甲組北角逐。

## 外部連結
- Official website （页面存档备份，存于）